# Laak (Philippines)
Pour les articles homonymes, voir Laak.
Laak est une localité de la province du Val de Compostelle, aux Philippines. En 2015, elle compte 73 874 habitants.